# Odontorchilus
Az Odontorchilus a madarak osztályának verébalakúak (Passeriformes) rendjébe és az ökörszemfélék (Troglodytidae) családjába tartozó nem.

## Rendszerezés
A nembe az alábbi 2 faj tartozik:
- szürkekabátos ökörszem (Odontorchilus branickii)
- fogascsőrű ökörszem (Odontorchilus cinereus)